# Беднарек-Каша, Агнешка
Агнешка Беднарек-Каша (пол. Agnieszka Bednarek-Kasza, родилась 20 февраля 1986 года в Злотуве) — польская волейболистка, центральная блокирующая клуба «Хемик» (Полице) и сборной Польши.

## Клубная карьера
- Спарта (Злотув): до 2001
- ШМС (Сосновец): 2001—2005
- ПТПС-Фармутил (Пила): 2005—2009
- Мушинянка: 2009—2013
- Хемик (Полице): 2013—н. в.

## Достижения
Сборная
- 4-е место на чемпионате Европы 2007
- Участница Олимпийских игр 2008
- Бронзовый призёр чемпионата Европы 2009
- Серебряный призёр Европейских игр 2015

Клубные
- Чемпионка Польши: 2010/11, 2013/14, 2014/15
- Вице-чемпионка Польши: 2005/06, 2006/07, 2007/08, 2009/10, 2011/12
- Бронзовый призёр чемпионата Польши: 2008/09, 2012/13
- Победительница Кубка Польши 2008, 2011 и 2014 годов
- Победительница Суперкубка Польши 2008, 2009, 2011 и 2014 годов
- Обладательница Кубка Европейской конфедерации волейбола 2012/13 годов

Индивидуальные
- Лучшая блокирующая раунда плей-офф чемпионата Польши 2006/07
- Лучшая блокирующая Лиги чемпионов 2008/2009
- Лучшая блокирующая отборочного турнира чемпионата мира 2010
- Лучшая блокирующая чемпионата Европы 2009
- Лучшая блокирующая Кубка Польши 2009/10
- Лучшая блокирующая Кубка Польши 2010/11
- Самый ценный игрок Кубка Польши 2010/11

## Семья
20 июня 2009 года вышла замуж за Войцеха Кашу.